# 布里斯班博物館
布里斯班博物館（英語：Museum of Brisbane）是位於澳大利亞昆士蘭州首都城市布里斯本的一座博物館。它是一座通過藝術和社會歷史展覽，作坊，講座，遊覽和兒童活動，來帶領其民眾探索布里斯本及澳大利亞的人民的現代和歷史過程的博物館。博物館使用市政廳自3樓以上空間來展示與布里斯班歷史有關的展覽品。博物館及其工作人員高度看待為博物館和畫廊部門所帶來的創新和當代國際藝術實踐。
由布里斯本市議會擁有經營權，位於布里斯本中央商業區。布里斯班博物館開業於2003年，迄今已有300多萬人參觀。
布里斯本博物館多次獲得重大重要獎項。它是聲望極高的Museums and Galleries National Awards最高榮譽的兩次得主，以及多次獲得Queensland Museum and Gallery Achievement Awards, Museums Australia Multimedia and Publications Design Awards and National Trust of Queensland Awards 等獎項得主。

## 歷史
布里斯本博物館於2003年10月開放，佔據了市政廳一層的空間。博物館取代了1977年開放的布里斯班城市畫廊。 2010年，市政廳關閉修復，博物館搬遷到Ann Street。2013年4月6日，當市政廳重新開放後，博物館回到現在市政廳三樓專門建造的空間。自重開以來，博物館逐漸變成一個獨立的非盈利性藝術組織，由Sallyanne Atkinson主持的董事會監督。

## 收藏

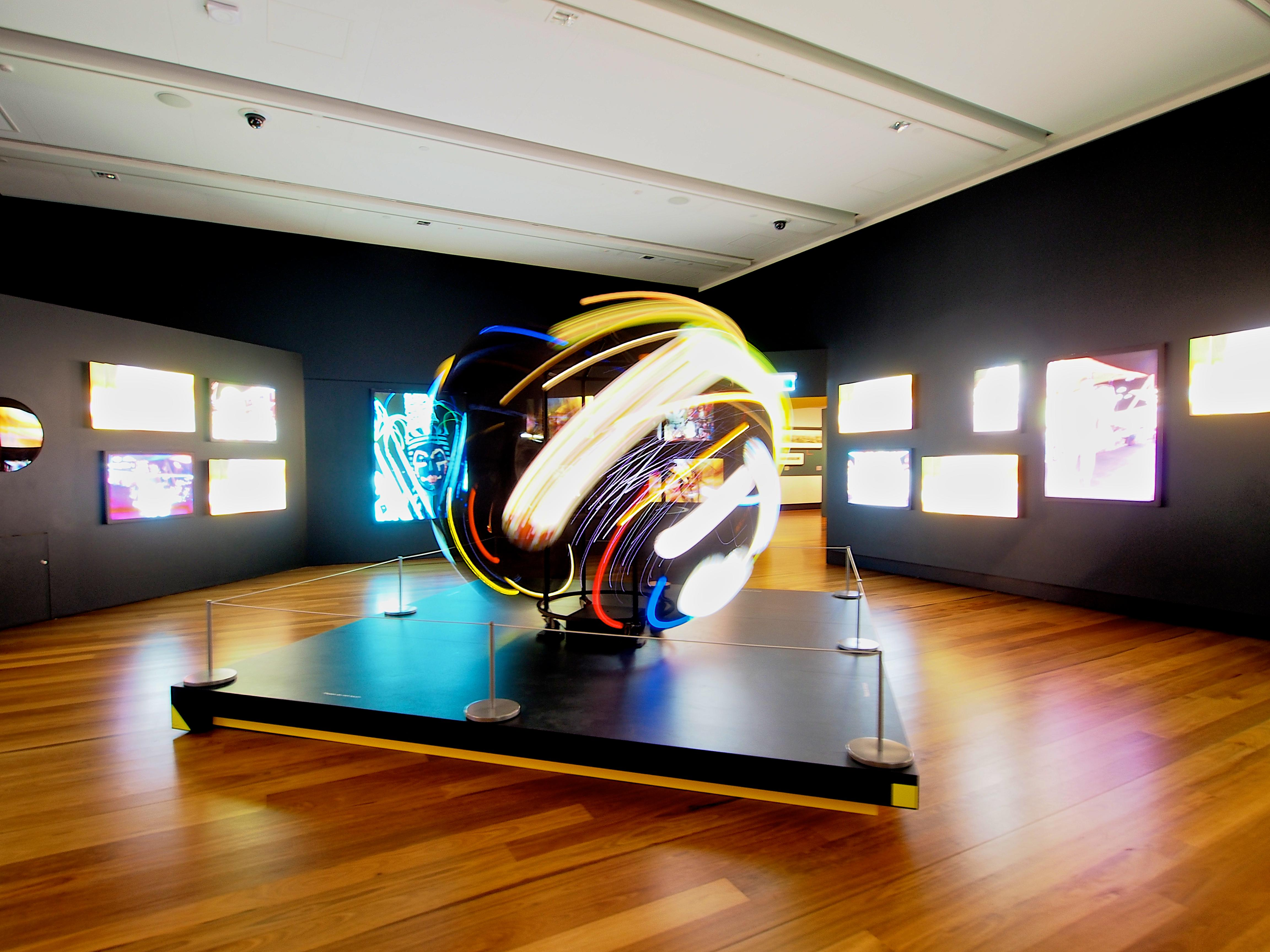
關於1988年世界博覽會的展覽

博物館負責管理布里斯本市的收藏。收藏展覽於1859年創建，當時的布里斯本鎮（布里斯本市政府地區的舊稱）剛成立。如今，現已經發展到5,000多件，包括當地藝術家的作品以及歷史陶瓷收藏。

## 參觀
此博物館入場免費，每天早上10點至下午5點，例假日公休。澳紐軍團日當天只從下午1點開放到下午5點。
最近的公車站為喬治國王廣場站，布里斯班中央車站和羅馬街站為最靠近的火車站。最近的可供使用的付費停車場為喬治國王廣場停車場，此停車場坐落於喬治國王廣場地下。

## 外部鏈結
维基共享资源上的相關多媒體資源：布里斯班博物館
- Official site （页面存档备份，存于）